# AD Municipal Palmares
El Municipal Palmares fue un equipo de fútbol de Costa Rica que jugó en la Primera División de Costa Rica y en la Segunda División de Costa Rica, las ligas de fútbol más importante de Costa Rica.

## Historia
En sus inicios fue fundado en el año 1978 en la ciudad de Palmares de la Provincia de Alajuela con el nombre de Zaragoza FC y obtuvieron el título de la Tercera División de CONAFA en 1979 y ascienden a la Segunda División de Costa Rica; dejando en el camino a los monarcas provinciales nacionales A.D Valencia de Curridabat, A.D El Bosque de Oreamuno de (Cartago), A.D Ingenios Taboga de Cañas, Diablos Rojos Club de Fútbol por San Pablo de Heredia, A.D Marichal de Orotina por Puntarenas, Selección de Osa, Cerros United de Quepos y Ciudad Colón. 
En aquel proceso  de eliminatoria nacional los jugadores Jesús Céspedes (Palmares), Javier Oquendo (Taboga de Cañas) y Ademar Vargas (San Pablo de Heredia) eran una verdadera amenaza para cualquier guardemeta del fútbol en competencia y de alto rendimiento. 
En 1983 para el campeonato de Tercera División de ANAFA, Rincón de Palmares logra el título provincial por segunda vez pero no sube a la Segunda B.

### Palmares asciende a la Primera División
En la temporada de 1987/88, son campeones con lo que se ganaron el derecho de jugar en la Primera División de Costa Rica por primera vez en su historia de la mano del entrenador Carlos Losilla.
El club jugó en la máxima categoría hasta la temporada 1990/91 luego de quedar en último lugar entre 12 equipos, con lo que fue su última temporada en la Primera División de Costa Rica.
Posteriormente el club inició en una crisis deportivo que lo llevó en la temporada 1993/94 al descenso de la Segunda División de Costa Rica luego de perder una serie de no descenso ante el CF UCR, lo que lo mandó a la Primera División de LINAFA; liga en la que estuvo hasta 1996, año de su desaparición debido al poco apoyo financiero y a las deudas del club.
El club disputó un total de 71 en la Primera División de Costa Rica, ganando solo 12 de ellos, anotando 58 goles y recibiendo 116, siendo uno de los clubes con más bajo desempeño en la máxima categoría.

## Palmarés
- Campeón de Tercera División Alajuela: (1) 1979
- Tercera División de Costa Rica: (1) 1979
- Campeón de Tercera División por ANAFA Alajuela: (1) 1983
- Segunda División de Costa Rica: (1) 1988

## Rivalidades
La principal rivalidad del club fue con la Asociación Deportiva Ramonense, equipo con quien jugaban el llamado Derby de Occidente.

## Jugadores destacados
- Miguel Segura
- José Martín Jiménez
- Róger Álvarez

## Entrenadores destacados
- Carlos Losilla
- Carlos Watson